# Alan W. Meerow
Alan W. Meerow, född 1952 i New York, är en amerikansk botaniker som är specialiserad på amaryllisväxters taxonomi och palmers hortikultur samt tropiska prydnadsväxter.
Auktorsnamnet Meerow kan användas för Alan W. Meerow i samband med ett vetenskapligt namn inom botaniken; se Wikipediaartiklar som länkar till auktorsnamnet.